# Club Sportivo Gloria
C.S. Gloria (do 1918 godine zvan Doria) je bio austro-ugarski sportski i nogometni klub sa sjedištem u gradu Rijeci, aktivan između 1912. i 1926. godine, kad je spojen s klubom C.S. Olympia u U.S. Fiumana, prethodnik HNK Rijeke.

## Povijest
Stalni gosti kafića Marittimo, glavni kafić na Piazza Adamich (sadašnji Trg Rep. Hrvatske), gradski proletariat, su se 20. travnja 1912. dogovorili o osnivanju sportskog kluba. Klub je bio aktivan pod imenom Doria do 17. siječnja 1918., kad je službeno preimenovan u Club Sportivo Gloria. Dres C.S. Glorie  je pratio boje riječke zastave: bio je žute boje sa širokom crtom u nijansi karmin-crvene boje, s velikom plavom zvijezdom u sredini. Rezervni dres je bio roza boje.
Godine 1919. klub osvaja gradsko prvenstvo zvano Kup Grazioli.
Tijekom godina je postao glavni i najljući rival C.S. Olympije u gradu, te je uz nju i najpopularniji klub među riječanima, naročito među radničkim klasama i žiteljima u starog grada. Rivalstvo traje sve do početka rujna 1926. kada se dva najjača riječka kluba nevojlko spajaju u jedan nazivom Unione Sportiva Fiumana.

## Sastav
Stvarne vođe bili su Delfino, Host i Vescia. Upravi društva se pridružuju: Marot, Tominovich, Orsetti, Stebel, Thonon, Locatelli, Ravalico i Toglian.
Tim: Milautz, Romeo Milinovich, Negrich I (Negrić prvi), Dobrievich, Volk, Spadavecchia, Negrich II (drugi). Novčano solidna s brojnim navijačima 1920./21. osvaja područno prvenstvo i ulazi u drugu udružbu. Poznata je i pobjeda nad Virtus Veneziom od 7:1 u sastavu: Varglien, Giacchetti I i II, Gregar, Ossoinack, Paulinich, Diossy, Crulcich, Schmidt, Sega, Pillepich, Reich i Tarlao.